# Drosophila aurea
Drosophila aurea är en tvåvingeart som beskrevs av John Thomas Patterson och Gordon Mainland 1944.

## Taxonomi och släktskap
Drosophila aurea ingår i släktet Drosophila och familjen daggflugor.

## Utbredning
Artens utbredningsområde är Mexiko och El Salvador.